# Grève des 100 000

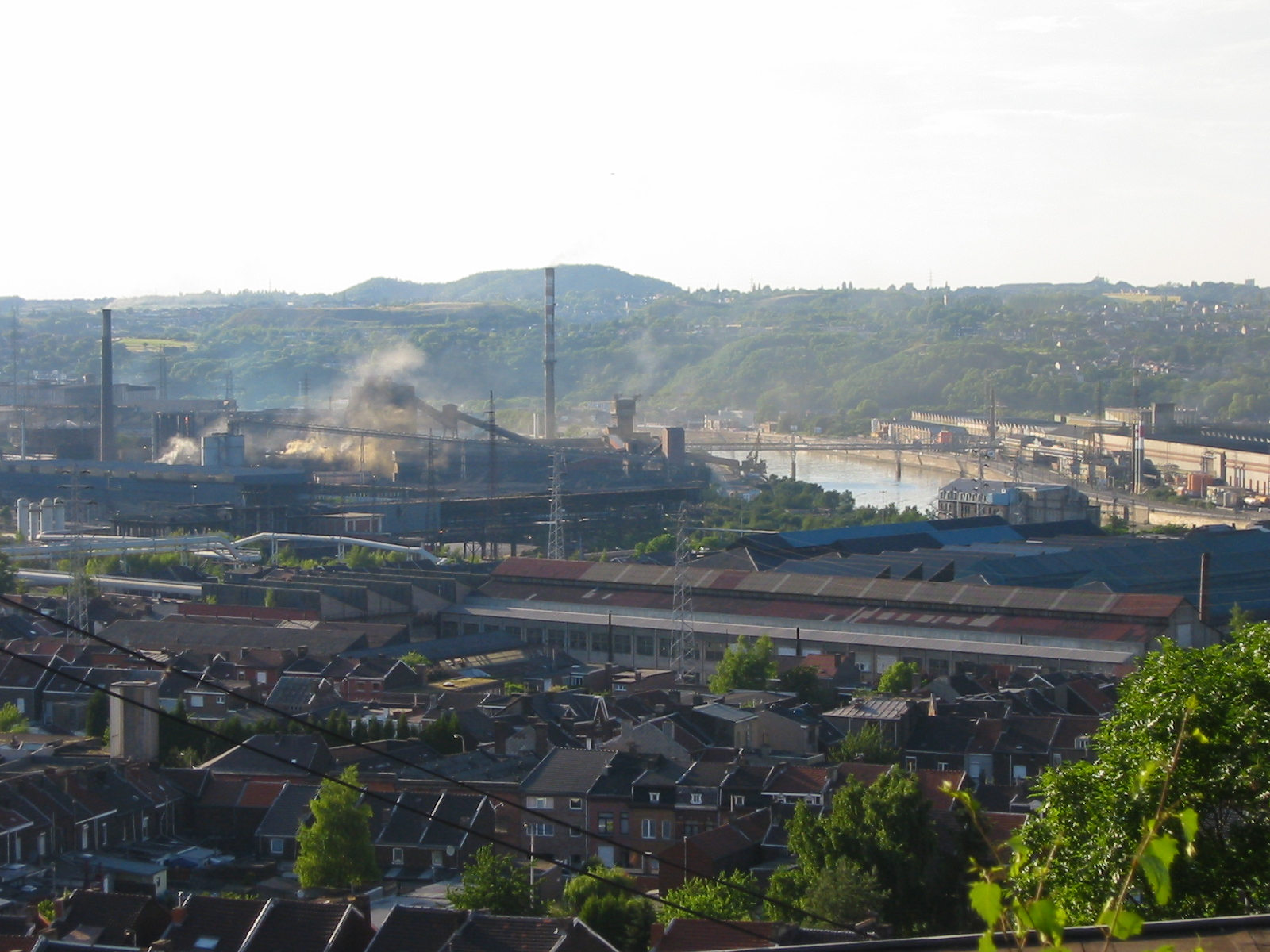
Vue actuelle de Cockerill-Sambre à Seraing où la grève débuta

La grève des 100 000 fut une grève qui dura du 10 au 18 mai 1941 en Belgique durant l'occupation allemande. Elle était menée par Julien Lahaut, chef du Parti communiste de Belgique (PCB). L'objectif de cette grève était l'augmentation des salaires et un acte de résistance passive à l'occupation allemande.

## Les raisons de la grève. «La colère des ouvriers fait trembler Berlin»
José Gotovitch écrit « depuis janvier, et malgré leur interdiction formelle, des grèves ont éclaté en Wallonie, touchant même sporadiquement des usines gantoises. » Il cite également un haut gradé de l'armée allemande constatant que de mars à mai 1941, on passe de 15 kg de pommes de  terre par personne à rien en mai. Le monde ouvrier en matière de résistance en Wallonie préfère s'exprimer par des grèves : « Des grèves sont enregistrées en octobre 1940, s'intensifient petitement en novembre avant de culminer en mai 1941 avec la « fameuse « grève des 100 000 » » (en fait, 70 000) secouant pour l'essentiel le bassin industriel liégeois. »
Les grèves s'étendent dans la région liégeoise. Les mineurs de la Boverie, refusent de descendre le 9 mai. « Deux jours après, tout le bassin liégeois est immobilisé [...] Le mouvement s'étend même vers la Campine. » Julien Lahaut en est le meneur.
La grève débute à Cockerill-Sambre dans la cité industrielle de Seraing le 10 mai 1941, jour anniversaire de l'invasion de la Belgique par l'Allemagne nazie. La nouvelle se répand rapidement à travers la province et mobilise au plus fort de la contestation 70 000 travailleurs. Pour mettre un terme à cette grève, les Allemands doivent augmenter les salaires de manière substantielle (8 %). Elle se termine officiellement le 18 mai 1941.

## Hitler intervient personnellement pour que Liège soit ravitaillé
Gotovitch écrit encore : « L'écho... et l'émotion remontent jusqu'au Grand quartier général de Führer, alors en pleine préparation de l'invasion de l'URSS. « Chaque jour de grève, c'est 2 000 tonnes d'acier perdues » , note le général Halder, chef d'État-major adjoint. Le conflit social met directement en cause l'effort de guerre allemand. Hitler intervient personnellement pour que Liège, épicentre du conflit soit immédiatement ravitaillé. »
En septembre 1942, craignant une nouvelle grève d'une telle ampleur, les autorités allemandes arrêtèrent 400 ouvriers soupçonnés de préparer une action similaire. D'autres grèves importantes eurent quand même lieu en Belgique en novembre 1942 et février 1943.
Dans la foulée de la grève et la répression du communisme après l'invasion de l'Union soviétique et la fin du pacte germano-soviétique, Julien Lahaut fut déporté dans un camp de concentration en Allemagne. Beaucoup d'autres grévistes furent également incarcérés au fort de Huy.

## Conséquences, la grève belge irradie en France
La grande grève des mineurs belges « irradie en France, une grève lancée et prise en charge par le PCF déferle à son tour dans le Nord-Pas-de-Calais du 27 mai au 9 juin ». Les mineurs français ont été informés des « promesses obtenues par les mineurs belges après la grève menée entre les 10 et 21 mai » .
C'est dans le bassin minier du Nord-Pas-de-Calais, tout proche de celui de Wallonie, à la fosse 7 de la Compagnie des mines de Dourges, que la grève patriotique des cent mille mineurs du Nord-Pas-de-Calais de mai-juin 1941 a démarré, avec Emilienne Mopty et Michel Brulé (1912-1942), privant les Allemands de 93 000 tonnes de charbon pendant près de 2 semaines. C'est l'un des premiers actes de résistance collective à l'occupation nazie en France et le plus important en nombre, qui se solda par 414 arrestations en 3 vagues, la déportation de 270 personnes, 130 mineurs étant par ailleurs fusillés à la Citadelle d'Arras.
La grève française est inspirée par la grève belge et menée par le communiste Auguste Lecœur et fut jugée par le journal français Le Monde le 9 juin 2001 comme une des actions de résistance en France les plus spectaculaires. La grève qui débuta le 27 mai et termina le 9 juin amena environ 80 % des mineurs de la région à protester contre le manque de nourriture et le salaire.